# Progonia oileusalis
Progonia oileusalis là một loài bướm đêm trong họ Noctuidae.